# Коточигов, Виктор Викторович
Коточигов Виктор Викторович (18 июня 1993, Тараз, Казахстан) — профессиональный боксёр лёгкой весовой категории.

## Биография
Виктор родился 18 июня 1993 года в городе Тараз. С 1 по 9 класс учился в Таразе. В 2011 году поступил в Республиканский колледж спорта в городе Алматы.
Женат, есть ребёнок

## Спортивная карьера
В 2015 чемпион Универсиады Казахстана среди любителей
В 2015 дебютировал в профессиональном боксе в Хайнане, Китай
В 2019 стал международным чемпионом Польши среди профессионалов
В 6 июля 2019 завоевал пояс WBC international среди профессионалов
Профессиональный рекорд 14-12-0